# Аграфенино (Псковская область)
Аграфенино (Агрофенино) — деревня в Шиковской волости Островского района Псковской области.
Расположена в 41 км к востоку от города Острова и в 5 км к северо-западу от волостного центра, деревни Шики.
| 2001 | 2002 | 2010 |
| ---- | ---- | ---- |
| 3    | ↘1   | ↘0   |